# Shizuoka Stadium
Shizuoka Stadium (静岡県小笠山総合運動公園スタジアム?, Shizuoka ken Ogasayama sōgō Undōkōen sutajiamu), letteralmente Stadio del parco sportivo Ogasayama della prefettura di Shizuoka o Stadio Ecopa di Shizuoka è un impianto sportivo multifunzione di Fukuroi, città della prefettura giapponese di Shizuoka a circa 200 km sud-ovest di Tokyo.
Fu inaugurato nel 2001 e servì come impianto della fase a gironi del campionato mondiale di calcio 2002, della quale ospitò tre partite; è saltuariamente utilizzato per incontri di cartello dal Júbilo Iwata, club calcistico della prefettura; un altro club, il Shimizu S-Pulse, lo usò saltuariamente tra il 2007 e il 2015 per lo stesso motivo, e talora lo stadio è utilizzato per i derby tra le due compagini.
Fu anche utilizzato per la Coppa del Mondo di rugby 2019 in quattro occasioni durante la fase a gironi.
Ha un campo d'erba naturale, una pista d'atletica regolamentare (400 m) a 9 corsie, la sua capacità è di più di 51000 posti e la sua proprietà è della prefettura di Shizuoka.

## Storia
La struttura, capace di 51349 spettatori, fu inaugurata nel marzo 2001, un anno prima della disputa del 17º mondiale di calcio, congiuntamente ospitato da Corea del Sud e Giappone.
In tale competizione ospitò due partite della fase a gironi e un quarto di finale, quello che vide il Brasile battere 2-1 l'Inghilterra.
L'impianto, costruito su una struttura a gradinata doppia, sorge all'interno di un parco di circa 83000 m² in cui è presente anche un palazzetto coperto per sport e concerti, l'Ecopa Arena.
Shizuoka Stadium ha una struttura ellittica completamente coperta, e copre un'area di circa 32000 m²; tutta la struttura è di cemento armato precompresso e il tetto è di teflon.
Lo stadio è multidisciplinare e, grazie alle gradinate mobili di cui è dotato, è adattabile alle varie discipline; le dimensioni massime del campo sono 100 × 70 m.
Le tribune mobili sui lati lunghi sono retratte quando ivi si svolgono gare d'atletica sulla pista olimpica a 9 corsie.
Per seguire le fasi salienti della gara, due schermi LCD da 20 × 10 m sono installati alla sommità delle due curve.
In occasione della Coppa del Mondo di rugby 2019, Shizuoka Stadium fu destinato a sede di quattro gare della fase a gironi tra cui una proprio dei padroni di casa del Giappone, che si risolse in una vittoria contro l'Irlanda.

## Incontri internazionali di rilievo

### Calcio
| Arbitro: | Felipe Ramos Rizo |

|          |           |                            |
| Owen 23’ | Marcatori | 45’ Rivaldo 50’ Ronaldinho |

### Rugby a 15
| Arbitro: | Angus Gardner |

|                           |      |                         |
| Fukuoka 58’               | mt   | 13’ Ringrose 20’Kearney |
| Tamura 58’                | tr   | 20’ Carty               |
| Tamura 17’, 33’, 39’, 71’ | c.p. |                         |

| Arbitro: | Wayne Barnes |

|                                                                     |      |          |
| Kolbe 5’, 52’ Mbonambi 26’ Am 57’ Mapimpi 67’ Snyman 75’ Marx 80+2’ | mt   |          |
| Pollard 5’, 26’, 57’, 67’                                           | tr   |          |
| Pollard 10’, 50’                                                    | c.p. | 8’ Allan |